# みんなのうた年度別放送楽曲一覧 (2020年代)
みんなのうた年度別放送楽曲一覧（みんなのうたねんどべつほうそうがっきょくいちらん）は、NHKの音楽番組『みんなのうた』で2020年代に放送された楽曲の年度別にリスト化したものである。過去の再放送・リクエスト枠・お楽しみ枠についても本項で扱う。また、「NHKみんなのうた DVD-BOX」と「NHKみんなのうた DVD-BOXII」に収録されているものを「DVD収録」とする。「NHKみんなのうた DVD-BOX」と「NHKみんなのうた DVD-BOXII」に収録されてない話は「 - 」とする。ただし、「NHKみんなのうた DVD-BOX」と「NHKみんなのうた DVD-BOXII」には収録されてないが、別のDVDで収録されている曲は、「○」とする。